# پوتکولا
پوتکولا (به لاتین: Potkula) یک منطقهٔ مسکونی در مونته‌نگرو است که در شهرداری دانیلوگراد واقع شده‌است. پوتکولا ۳۲۵ نفر جمعیت دارد.